# Cuarto de círculo de Bird
Para otros usos de círculo, véase Círculo (desambiguación)

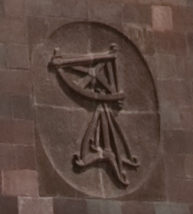
Cuarto de círculo de Bird, como aparece en la cara norte del Monumento a la Mitad del Mundo (afueras de Quito, Ecuador)

En 1749 el inglés John Bird aplicó una técnica para mejorar la precisión de las marcas angulares en las placas de los instrumentos de medición astronómica como el sextante (60°) y el cuadrante o cuarto de círculo (90°).
El método utilizado fue el de la bisección continua ideado por el astrónomo George Graham (1673-1751). Básicamente, este método consistía en determinar la mitad de la distancia de un arco de círculo por medio del cálculo de la mitad y bisectando la minúscula disparidad que invariablemente ocurre. El mismo proceso es repetido con cada una de las dos mitades del arco de círculo resultantes, después con cada cuarto, octavo y así sucesivamente hasta que las divisiones marcadas en el arco puedan registrar de manera muy precisa pequeñas diferencias en la medida.
- Datos: Q5490055